# Barberà del Vallès
Barberà del Vallès ist eine katalanische Stadt in der Provinz Barcelona im Nordosten Spaniens. Sie liegt in der Comarca Vallès Occidental und gehört zur Metropolregion Barcelona. 2024 hatte die Gemeinde 33.575 Einwohner, die auf einer Fläche von 8,3 Quadratkilometern lebten.

## Geografie und Lage
Barberà del Vallès liegt in der Vallès-Ebene, und, getrennt durch den Gebirgszug Serra de Collserola, circa 15 Kilometer nordwestlich des Zentrums der katalanischen Hauptstadt Barcelona. Die Stadt grenzt im Norden und Westen an Sabadell, die Hauptstadt des Landkreises Vallès Occidental, im Osten an Montcada i Reixac und Santa Perpètua de Mogoda, im Süden an Ripollet, und im Südwesten an die Städte Badia del Vallès und Cerdanyola del Vallès. Die Übergänge zu den Nachbargemeinden sind größtenteils fließend, und machen einen Teil der Agglomeration Barcelona aus.

## Geschichte
Die erste urkundliche Erwähnung des Namens Barberà stammt aus dem Kloster Sant Cugat und datiert auf das Jahr 985. Im Testament des Vicomte Guitard wird die Burg Barberà genannt. Bis in das 19. Jahrhundert blieb Barberà ein kleiner Durchgangsort am Camí Reial (Königsweg), der in die Stadt Barcelona führte. Der Anschluss an das Eisenbahnnetz brachte erste Impulse für das Wachstum, und Industrie, darunter Papiermühlen, siedelten sich in Barberà an. Die eigentliche Entwicklung hin zur Stadt im Großraum Sabadell bzw. Barcelona setzte jedoch erst ab den 1950er-Jahren mit der massiven Zuwanderung von Arbeitskräften aus den strukturschwachen Regionen Spaniens ein. Annähernd verzehnfacht hat sich die Einwohnerzahl seit 1950, von damals knapp 3.300 Einwohner auf heute 33.082.

## Persönlichkeiten
- Candela Andújar (* 2000), Fußballspielerin